# علم تينيسي

علم ولاية تينيسي

علم ولاية تينيسي مابين 1 أيار 1897 - 17 نيسان 1905

أعتمد علم ولاية تينيسي في يوم 17 نيسان - أبريل من عام 1905 . يتكون علم الولاية من خلفية حمراء اللون ويوجد شريط ضيق باللون الأزرق في الجهة اليمنى من العلم يحتوي علم الولاية كذلك على دائرة باللون الأزرق يحيط بها شريط ضيق باللون الأبيض تحتوي هذه الدائرة ثلاثة نجوم خماسية الشكل بيضاء اللون .

## معنى علم الولاية
- ★ النجوم: تمثل النجوم 3 الموجودة في العلم إلى الأقاليم الثلاث لولاية تينيسي (إقليم شرق تينيسي، إقليم وسط تينيسي وإقليم غرب تينيسي)
- الأزرق: الدائرة الزرقاء المحيطة بالنجوم الثلاثة ترمز إلى وحدة الشعب في هذه الأقاليم الثلاثة للولاية .

## علم حاكم الولاية
|  |  |